# Beilschmiedia steyermarkii
Beilschmiedia steyermarkii är en lagerväxtart som beskrevs av C. K. Allen. Beilschmiedia steyermarkii ingår i släktet Beilschmiedia och familjen lagerväxter. Inga underarter finns listade i Catalogue of Life.